# Qaḑā' Qal‘at Şāliḩ
Qaḑā' Qal‘at Şāliḩ är ett distrikt i Irak.   Det ligger i provinsen Maysan, i den sydöstra delen av landet, 400 km sydost om huvudstaden Bagdad.